# John-Lee Augustyn

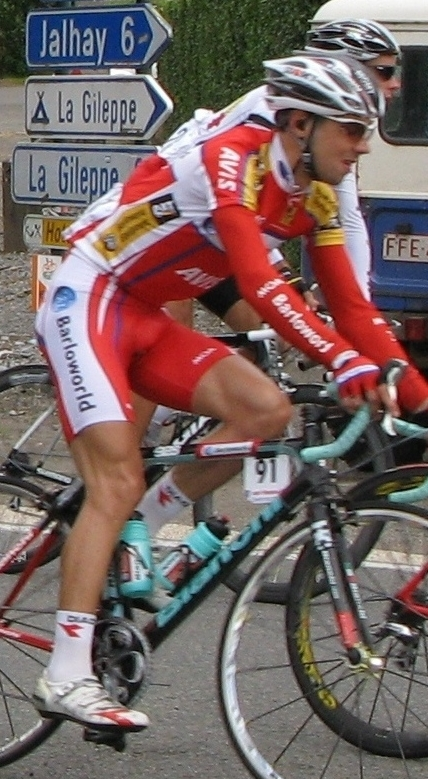
John-Lee Augustyn bei der Ster Elektrotoer 2008

John-Lee Augustyn (* 10. August 1986 in Kimberley, Südafrika) ist ein ehemaliger südafrikanischer Radrennfahrer.
John-Lee Augustyn begann seine Karriere 2005 bei dem südafrikanischen Continental Team Konica Minolta. In seiner zweiten Saison wurde er nationaler U23-Meister im Straßenrennen. Bei den Straßen-Radweltmeisterschaften in Salzburg belegte er den 37. Platz im Straßenrennen der U23-Klasse. Danach wechselte er in das Professional Continental Team Barloworld. Von 2010 bis 2011 war er für das Team Sky ProCycling in der UCI WorldTour unterwegs. Im Mai 2012 beendete Augustyn seine Karriere als Berufsradfahrer beim Team Utensilnord, nachdem er an der Hüfte operiert wurde. Im Jahr 2014 kehrte er für das Team MTN Qhubeka in den Radsport wieder zurück und im Mai 2014 gab er erneut sein Karriereende bekannt.

## Erfolge
2006
- Südafrikanischer Meister – Straßenrennen (U23)

## Grand-Tour-Platzierungen
| Grand Tour            | 2008 | 2009 | 2010 |
| --------------------- | ---- | ---- | ---- |
| Giro d’ItaliaGiro     | −    | 77   | −    |
| Tour de FranceTour    | 48   | −    | −    |
| Vuelta a EspañaVuelta | −    | −    | DNF  |

## Teams
- 2005 Konica Minolta
- 2006 Konica Minolta
- 2007 Barloworld
- 2008 Barloworld
- 2009 Barloworld
- 2010 Sky Professional Cycling Team
- 2011 Sky ProCycling
- 2012 Utensilnord Named
- 2014 MTN Qhubeka (bis 9. Mai)